# Michal na Ostrove
Michal na Ostrove (Hongaars: Szentmihályfa) is een Slowaakse gemeente in de regio Trnava, en maakt deel uit van het district Dunajská Streda.
Michal na Ostrove telt 896 inwoners.